# 遊びまくりパラダイス U-PARA
遊びまくりパラダイス U-PARA（ユーパラ）は、日本と韓国に展開しているゲームセンターである。
日本国内では神戸、高崎、仙台、福岡、岡山、熊本に展開していたが、2009年8月末の仙台店閉鎖を最後に、国内での営業はゼロとなった。 韓国では3店舗が営業されていたが閉店し続け、今となっては京畿道富川市の1個所しか残ってない。

## 事業内容
- U-PARA（ユーパラ）＝室内複合レジャー施設

経営は、株式会社ファインを親会社とするFCL（ファイン・クリエイションリーグ）の株式会社ディッシュファインで、ユーパラと呼ばれる室内複合レジャー施設の運営と飲食店の運営を主に行っている。
本社：東京（神田）・統括本部：愛媛（松山）

## 概要
- 株式会社ディッシュファイン
  - 資本金、1億6千万円
  - 本社、東京都千代田区神田鍛冶町3－3

## 遊びまくりパラダイス
- 24時間365日、店内利用料金のみで店内のアイテムが遊び放題となっている
- アイテムにはボウリング、ダーツ、カラオケ、ビリヤード、日焼けマシン、マンガ喫茶、インターネットカフェ、アーケードゲームなど250種類のアイテムが揃っている。
- そのほか、リラックスルーム、シャワーなど宿泊にも使える設備がある。
- 料金は2種類あり会員登録をすると10分70円の基本料金に加え、3時間1000円、24時間2000円で上記のアイテムが利用放題になっている。

ただしパチスロは有料で100円につき30クレジットだった

## スポーツアイテム
- 上記のアイテムに加えフットサルコート、バスケットコート、バレーボールなどもできる屋内複合コートといった設備やPK-9、ピッチング9、オートテニス、卓球、バッティングマシンなどのスポーツアイテムが揃っている。